# Stenolecanium esakii
Stenolecanium esakii är en insektsart som beskrevs av Takahashi 1959. Stenolecanium esakii ingår i släktet Stenolecanium och familjen skålsköldlöss. Inga underarter finns listade i Catalogue of Life.